# Copa de Qatar de futbol
La Copa de Qatar de futbol, antigament Copa Príncep de la Corona de Qatar, és una competició futbolística de Qatar. La disputen els quatre primers classificats de la lliga de primera divisió cada temporada. És organitzada per l'Associació de Futbol de Qatar.

## Historial
Font:
- 1994-95: Al Rayyan 1-0 Al-Arabi
- 1995-96: Al Rayyan 2-0 Al Wakrah
- 1996-97: Al-Arabi 0-0 Al Rayyan [4-3 pen]
- 1997-98: Al-Sadd 3-2 Al-Arabi
- 1998-99: Al Wakrah 2-1 Al-Ittihad [pròrroga]
- 1999-00: Al-Ittihad 0-0 Al Rayyan [9-8 pen]
- 2000-01: Al Rayyan 5-0 Al-Arabi
- 2001-02: Qatar SC 2-0 Al-Ittihad
- 2002-03: Al-Sadd 2-0 Al-Ittihad
- 2003-04: Qatar SC 2-1 Al-Sadd [pròrroga]
- 2004-05: Al-Khor 2-1 Al-Gharrafa
- 2005-06: Al-Sadd 2-1 Qatar SC
- 2006-07: Al-Sadd 2-1 Al-Gharrafa
- 2007-08: Al-Sadd 1-0 Al-Gharrafa
- 2008-09: Qatar SC 0-0 Al Rayyan [4-2 pen]
- 2009-10: Al-Gharrafa 5-0 Al-Arabi
- 2010-11: Qatar SC 2-0 Al-Arabi
- 2011-12: Al Rayyan 0-0 Al-Sadd [4-2 pen]
- 2012-13: Lekhwiya 3-2 Al-Sadd
- 2013-14: El Jaish SC 1-1 Lekhwiya [4-3 pen]
- 2014-15: Lekhwiya 1-1 El Jaish SC [4-3 pen]
- 2015-16: El Jaish SC 2-1 Lekhwiya
- 2016-17: Al-Sadd 2-1 El Jaish SC
- 2017-18: Al-Duhail SC 2-1 Al-Sadd
- 2019-19: No es disputà
- 2019-20: Al-Sadd 4-0 Al-Duhail SC
- 2020-21: Al-Sadd 2-0 Al-Duhail SC